# Hmotnostní spektrometrie
Hmotnostní spektrometrie (zkratka MS z anglického Mass spectrometry) je metoda analytické chemie. Hmotnostní spektrometrie pracuje s dělením podle poměru m/z, kde m je hmotnost a z je náboj fragmentu. Používá se pro určení hmotnosti částic, či stanovení elementárního složení vzorku nebo molekuly, a pro objasnění chemické struktury molekul, jako jsou peptidy a jiné chemické sloučeniny. Princip hmotnostní spektrometrie je založen na ionizaci chemických sloučenin, tvorbě nabitých molekul nebo fragmentů molekul a měření jejich poměru hmotnosti k náboji (m/z). Postup hmotnostní spektrometrie:
1. Vzorek je umístěn do přístroje a podstoupí odpařování.
2. Složky vzorku jsou ionizovány jedním z mnoha způsobů (například dopadem elektronového paprsku), což má za následek vytvoření nabitých částic – iontů.
3. Ionty jsou odděleny podle poměru m/z v analyzátoru elektromagnetického pole.
4. Ionty jsou detekovány, obvykle kvantitativní metodou.
5. Iont je zpracován hmotnostním spektrometrem.

Hmotnostní spektrometry se skládají ze tří modulů:
- Prvním modulem je zdroj iontů, jímž lze převést molekuly plynu na ionty
- Druhým modulem je hmotnostní analyzátor, který třídí ionty podle jejich hmotnosti s použitím elektromagnetických polí
- Třetím modulem je detektor, který měří hodnotu indikátoru množství, a tak poskytuje data pro výpočet hojnosti každého iontu v reálném čase.

Technika má kvalitativní i kvantitativní využití. Patří mezi ně identifikace neznámých látek, určování izotopového složení prvků v molekule a stanovení struktury sloučeniny z fragmentace analytu. Další použití zahrnují kvantitativní stanovení složek ve směsích nebo studium chemie iontů v plynné fázi. Hmotnostní spektrometrie se nyní rutině používá v analytických laboratořích, které studují fyzikální, chemické nebo biologické vlastnosti chemických sloučenin.

## Historie

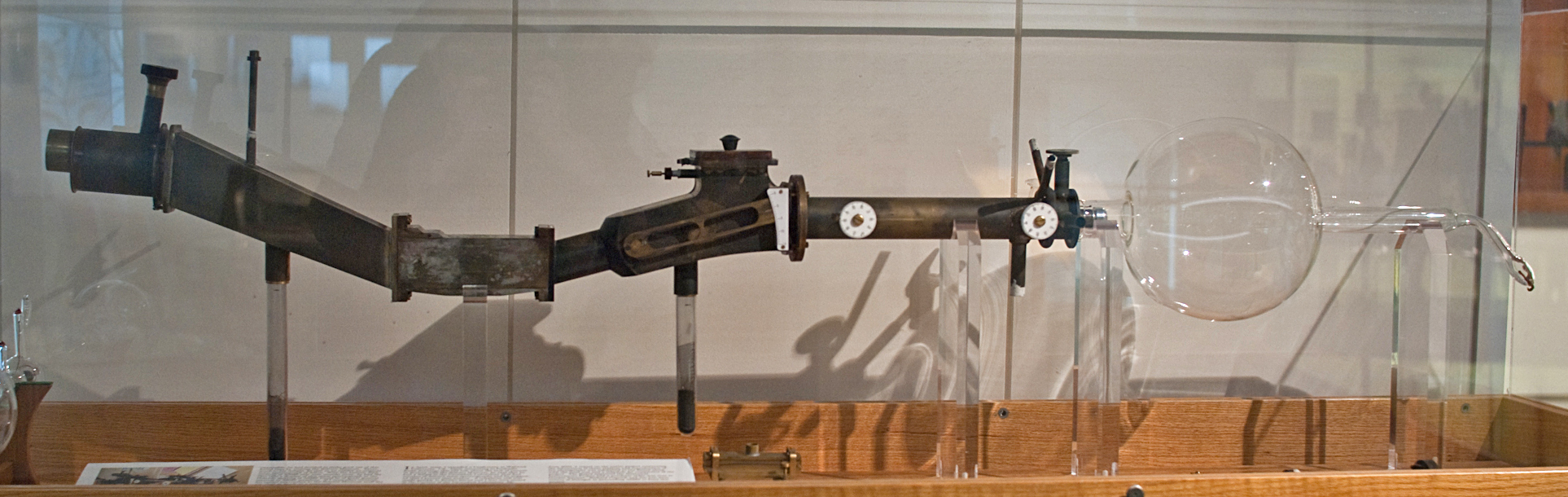
Replika prvního hmotnostního spektrometru.

Roku 1886 Eugen Goldstein pozoroval záření v plynu vypouštěné při nízkém tlaku, které probíhalo od anody přes kanály k perforované katodě. Naproti tomuto záření proudilo opačné záření. Goldstein nazýval tyto kladně nabité paprsky „Kanalstrahlen,“ což v češtině znamená „kanálové paprsky“. Wilhelm Wien zjistil, že silná elektrická nebo magnetická pole odchylují kanálové paprsky a roku 1899 postavil zařízení s paralelním elektrickým a magnetickým polem, která oddělují pozitivní paprsky podle jejich m/z poměru. Wien objevil, že m/z poměr závisí na povaze plynu ve výbojce. Anglický vědec J.J. Thomson později vylepšil Wienovu práci snížením tlaku k vytvoření hmotnostní spektrometrie.
První použití hmotnostní spektrometrie k analýze aminokyselin a peptidů bylo provedeno v roce 1958. Carl-Ove Andersson označil hlavní fragmenty iontů pozorovaných během ionizace methylesterů.
Některé z moderních technik hmotnostní spektrometrie byly popsány Arthurem Jeffreym Dempsterem a Francisem Williamem Astonem roku 1918, respektive roku 1919. V roce 1989 byla polovina Nobelovy ceny za fyziku udělena Hansi Dehmeltovi a Wolfgangu Paulovi za rozvoj techniky iontové pasti mezi lety 1950 až 1960. Roku 2002 byla Nobelova cena za chemii udělena Johnu Bennettu Fennovi za vývoj ionizujícího elektro-spreje (ESI) a Koičimu Tanakovi za rozvoj jemné laserové desorpce (SLD) a jejich využití pro ionizaci biologických makromolekul, především proteinů.

## Součásti

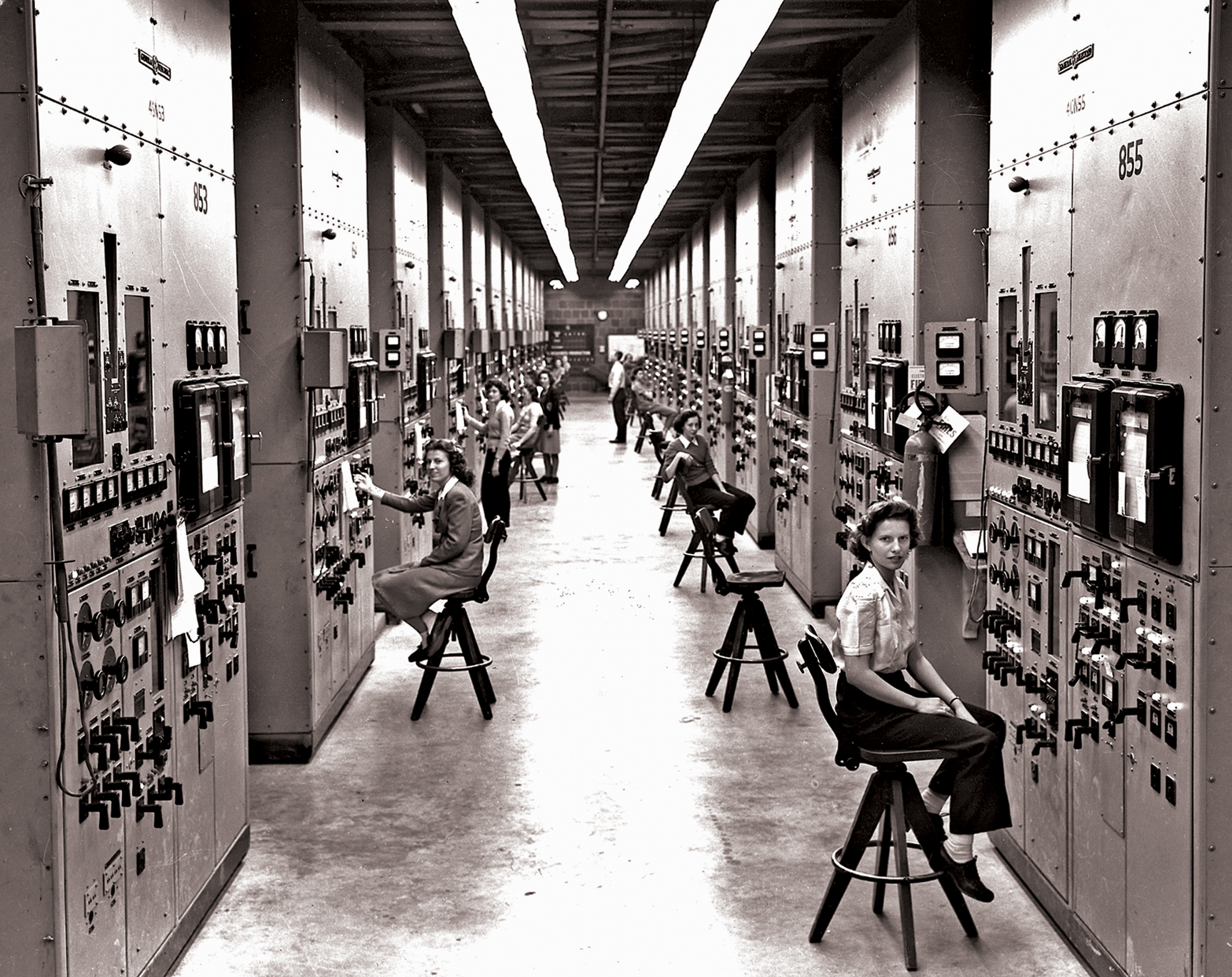
Ed Westcott: Operátoři na hmotnostním spektrometru Calutron během druhé světové války, národní nukleární bezpečnostní komplex Y-12, projekt Manhattan, Oak Ridge. Spektrometry se používaly pro přípravu uranové rudy na štěpný materiál. Během projektu Manhattan na stavbu atomové výbušné zbraně lidé pracovali v tajnosti a neměli žádnou představu, k čemu jejich práce na konci slouží. Gladys Owens, žena sedící v popředí, si uvědomila co dělala až 50 let poté, co spatřila tuto fotografii na veřejné výstavě o padesát let později.

### Technologie iontového zdroje
Iontový zdroj je část hmotnostního spektrometru, která převádí analyt do ionizovaného stavu v plynné fázi. Ionty ze zdroje jsou dále transportovány iontovou optikou k dalším součástem hmotnostního spektrometru. Existuje několik různých iontových zdrojů, které jsou vhodné pro různé typy analytů a různé techniky hmotnostně spektrometrické analýzy.

#### Elektronová ionizace
Elektronová ionizace (EI)  je klasický iontový zdroj, ve kterém se ionizuje plynný analyt proudem dopadajících elektronů. Energie elektronů se volí zhruba okolo 70 eV, aby byla dostatečně vyšší, než běžná energie meziatomových vazeb. Při EI vznikají kationtové radikály, které intenzivně fragmentují. Výsledné hmotnostní spektrum obsahuje charakteristické fragmenty. Spektrum neobsahuje molekulový ion.

#### Chemická ionizace
Chemická ionizace (CI)  je jemnější iontový zdroj, který využívá EI zdroj k ionizaci pomocné látky (například argonu), která reaguje s plynným analytem. Ionty vzniklé z analytu přenosem náboje z pomocných iontů nejsou tak energeticky bohaté, proto nedochází k tak výrazné fragmentaci a v hmotnostním spektru se většinou nachází molekulový ion.

#### Elektrosprejová ionizace
Elektrosprejová ionizace (ESI)  je jemný iontový zdroj, který převádí již nabité ionty z kapalné polární fáze do plynné fáze. Hmotnostní spektrum obsahuje převážně adukty s vodíkem nebo sodíkem a složitější klastry.

#### Laserová desorpce a ionizace za účasti matrice
Laserová desorpce a ionizace za účasti matrice (MALDI)  je iontový zdroj, který převádí vysokomolekulární látky do plynné fáze rychlým odpařením roztoku analytu v matrici, způsobeným krátkým LASERovým pulsem.

#### Indukčně vázané plazma
Indukčně vázané plazma (ICP)  se využívá především pro analýzu kationtů a širokou škálu typů vzorků. U tohoto typu technologie iontového zdroje se 'plamen' z plazmatu, který je celkově elektricky neutrální, ale podstatná část jeho atomů ionizovaných na vysokou teplotou se používá k atomizaci daných vzorků molekul. Plazma se obvykle vytváří z argonu, protože první ionizační energie atomů argonu je vyšší než první ionizační energie jiných prvků s výjimkou He, O, F a Ne, ale nižší než druhá ionizační energie všech kromě elektropozitivních kovů.

### Technologie hmotnostního analyzátoru
Hmotnostní analyzátory oddělují ionty podle jejich m/Q poměru. Následující dva zákony se řídí dynamikou nabitých částic v elektrických a magnetických polí ve vakuu:
{\displaystyle \mathbf {F} =q(\mathbf {E} +\mathbf {v} \times \mathbf {B} )} (Lorentzův zákon síly)
{\displaystyle \mathbf {F} =m\mathbf {a} } (Newtonův druhý pohybový zákon v nerelativistickém případě, tj. platí pouze při rychlosti iontů výrazně nižší, než je rychlost světla).
F je zde síla působící na ionty, m je hmotnost iontů, a je zrychlení, Q je náboj iontu, E je elektrické pole, a v x B je vektor, vektorový součin iontů rychlosti a magnetické pole.
Rovnítko mezi výrazy pro výše uvedené síly působící na iont obnáší:
{\displaystyle (m/Q)\mathbf {a} =\mathbf {E} +\mathbf {v} \times \mathbf {B} .}
Tato diferenciální rovnice je klasická rovnice pohybu pro nabité částice. Spolu s počátečními podmínkami zcela určuje pohyb částic v prostoru a čase, pokud jde o poměr m/Q.
Existuje mnoho typů hmotnostních analyzátorů, statické či dynamické, nebo magnetické či elektrické, ale všechny fungují podle výše uvedené diferenciální rovnice. Každý typ analyzátoru má své silné a slabé stránky. Mnoho hmotnostních spektrometrů používá dva nebo více hmotnostních analyzátorů pro tandemové hmotnostní spektrometrie (MS/MS). Kromě běžnějších hmotnostních analyzátorů uvedených níže, jsou tam i jiné, určené pro zvláštní situace.

#### Sektor
Sektorové pole hmotnostního analyzátoru užívá elektrické a/nebo magnetického pole, které ovlivňují cestu a/nebo rychlost pohybu nabitých částic. Jak je uvedeno výše sektorové pole ohýbá trajektorii iontů, zatímco projdou hmotnostním analyzátorem, podle jejich m/Q poměru, vychylování více nabitých a rychleji se pohybujících lehčích iontů je znatelnější. Analyzátor může být použit k výběru úzkého rozsahu m/z poměru nebo skenování prostřednictvím řady m/z, ke katalogizaci iontů v reálném čase.

#### Čas letu
Analyzátor doby letu používá elektrické pole k urychlení iontů se stejným potenciálem. Pokud mají částice stejný náboj, bude kinetická energie částice totožná, a jejich rychlost bude záviset pouze na jejich hmotnosti. Lehčí ionty dosáhnou detektoru první.

#### Kvadrupólový hmotnostní filtr
Kvadrupólové hmotnostní analyzátory používají oscilující elektrická pole k selektivnímu stabilizování nebo destabilizovaní cesty iontů procházejícími rádiovými frekvencemi (RF), elektrické pole je vytvořeno ze čtyř paralelních tyčí – elektrod. Pouze ionty v určitém rozsahu m/Q poměru jsou předávány prostřednictvím systému kdykoliv, ale změny potenciálů na elektrodách umožňují široký rozsah m/z hodnoty, které se přehnaly rychle, a to buď kontinuálně, nebo v posloupnosti. Kvadrupólový filtr působí v hmotnostním analyzátoru jako selektivní filtr m/z a je úzce spojen s kvadrupólovou iontovou pastí. Další variací čtyř-pole je trojnásobné čtyř-pole. Trojnásobné kvadrupólové hmotnostní spektrometry mají tři po sobě jdoucí kvadrupóly uspořádány za sebou. První kvadrupól se chová jako hmotnostní filtr, druhý působí jako kolizní cela, kde jsou vybrané ionty rozděleny do fragmentů. Výsledné fragmenty jsou analyzovány třetím kvadrupólem.

#### Třídimenzionální čtyřpole iontové pasti
Čtyřpólová iontová past pracuje za stejných fyzikálních zákonů jako čtyřpólové hmotnostní analyzátory, ale ionty jsou zachyceny do pasti a následně vyhozeny. Ionty jsou v pasti hlavní rádiové frekvence čtyřpólového pole, v prostoru ohraničeného kruhu (obvykle připojena k hlavnímu potenciálu rádiové frekvence) mezi dvěma elektrodami. Vzorek je ionizován buď interně (např. elektronovým nebo laserovým paprskem), nebo externě, v takovém případě jsou ionty často zaváděny přes otvor k „čelu“ elektrody.
Existuje mnoho m/Q separačních a izolačních metod, ale nejpoužívanější je hmotnostní nestabilní mód, v němž je potenciál rádiové frekvence udržován tak, že je orbita iontů s hmotou „a“>„b“, zatímco ionty s hmotností „b“<"a" jsou nestabilní a jsou katapultovány na osu z na detektoru. Tam jsou také použity nedestruktivní metody analýzy.
Ionty mohou také být vyhozeny metodou rezonanční excitace, kdy je doplňkové oscilační budící napětí aplikováno na čelo elektrody, a zachycená amplituda napětí a/nebo frekvence budicího napětí je přenášena ionty do rezonančního stavu v pořadí podle jejich poměru m/Q.
Alternativou čtyřpólové hmotnostní spektrometrické iontové pasti jsou válcové iontové pasti hmotnostního spektrometru.

#### Lineární čtyřpólové iontové pasti
Lineární čtyřpólová iontová past je podobná čtyř-pólové iontové pasti, ale ta zachycuje ionty v dvourozměrném čtyř-pólovém poli, místo tří-dimenzionálních čtyř-pólových polích jako v 3D čtyř-pólové iontové pasti. Thermo Fisher LTQ (v češtině známá jako "Thermo Fisherova čtyřpólová lineární past") je příkladem lineární iontové pasti.

#### Cyklotronová rezonance iontů s Fourierovou transformací
Hmotnostní spektrometrie cyklotronové rezonance iontů s Fourierovou transformací (FTMS) je metoda, která zachytí obraz současně vytvořených iontů v magnetickém poli v reálném čase. Místo měření vychýlení iontů s detektorem jsou ionty odvedeny do Penningovy pasti (statická elektrická/magnetická iontová past). Detektory na pevných pozicích v prostoru měří elektrický signál iontů, které projdou blízko nich v průběhu doby, během periodického signálu.
Iontová cyklotronová rezonance (ICR) je starší technika hmotnostní analýzy, tato technika je podobná FTMS kromě toho, že ionty jsou detekovány tradičním detektorem. Ionty chycené v Penningově pasti jsou vybuzeny radiofrekvenčním elektrickým polem, než dopadnou na stěny pasti, kde se nachází detektor. Ionty různé hmotnosti jsou rozděleny podle času dopadu.

### Detektor
Posledním prvkem hmotnostního spektrometru je detektor. Zaznamenává vyvolané nebo aktuální průchody iontů nebo jejich dopady. Detektor se skládá ze dvou kovových desek, které zaznamenávají průchody iontů.

## Galerie

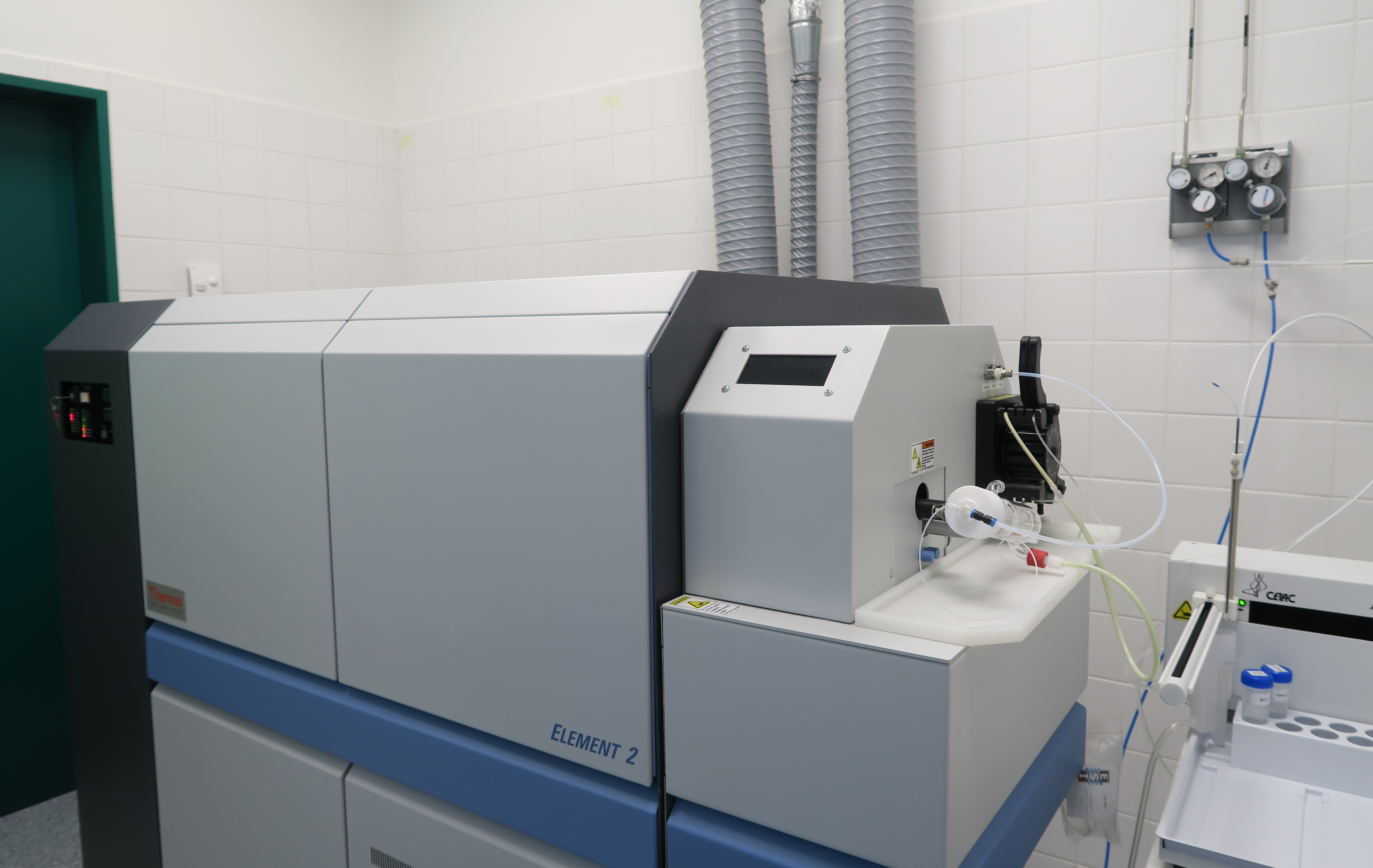
HR-ICP-MS: vysokorozlišující hmotnostní spektrometr s ionizací v indukčně vázaném plazmatu používaný na multielementární analýzu vína a stanovení prvků v potravinách v laboratoři SZPI v Brně.
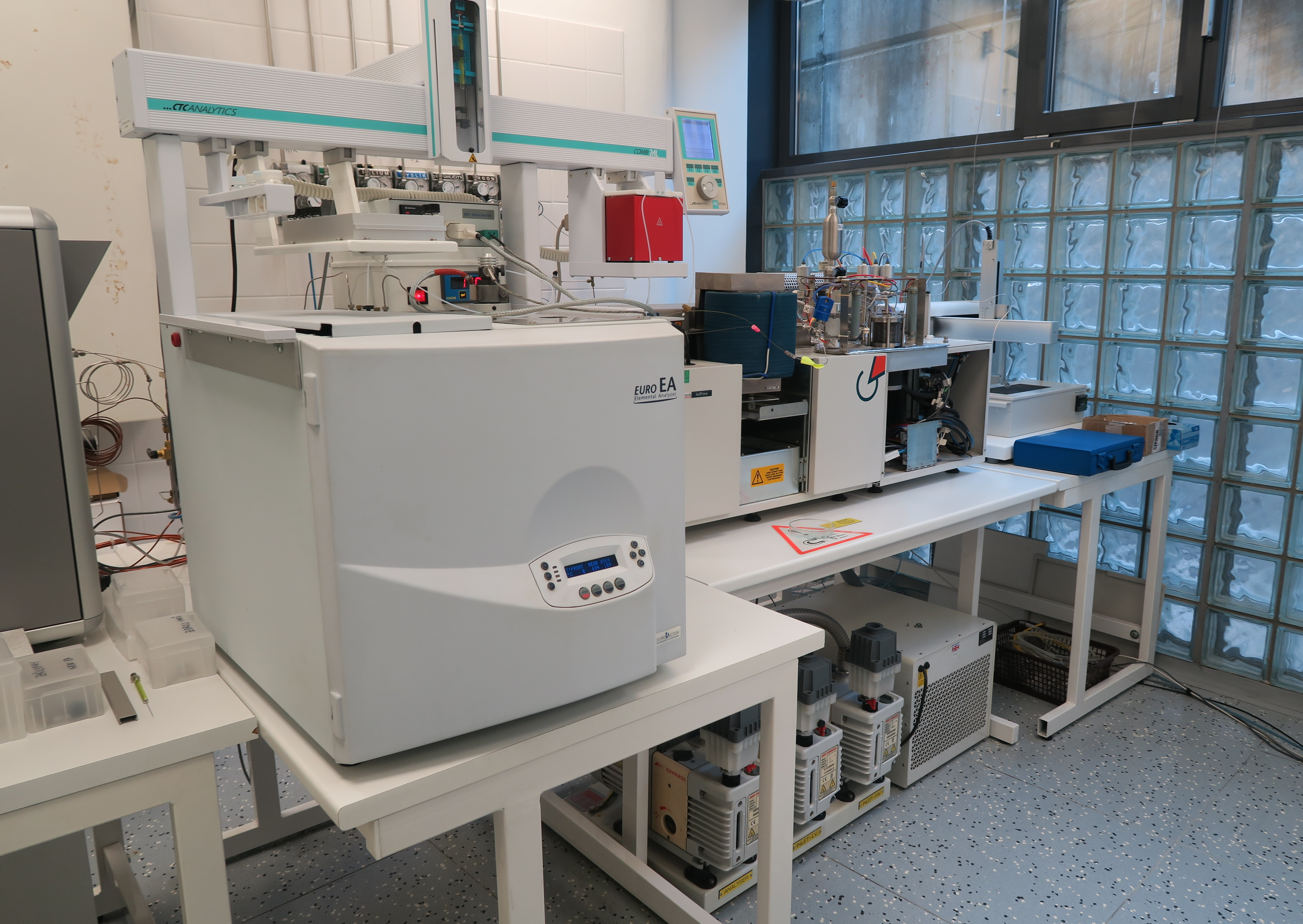
EA-IRMS: hmotnostní spektrometr izotopových poměrů s elementárním analyzátorem pro stanovení izotopových poměrů stabilních izotopů ve vínech, lihovinách, medu a přírodních sladidlech v laboratoři SZPI v Brně.
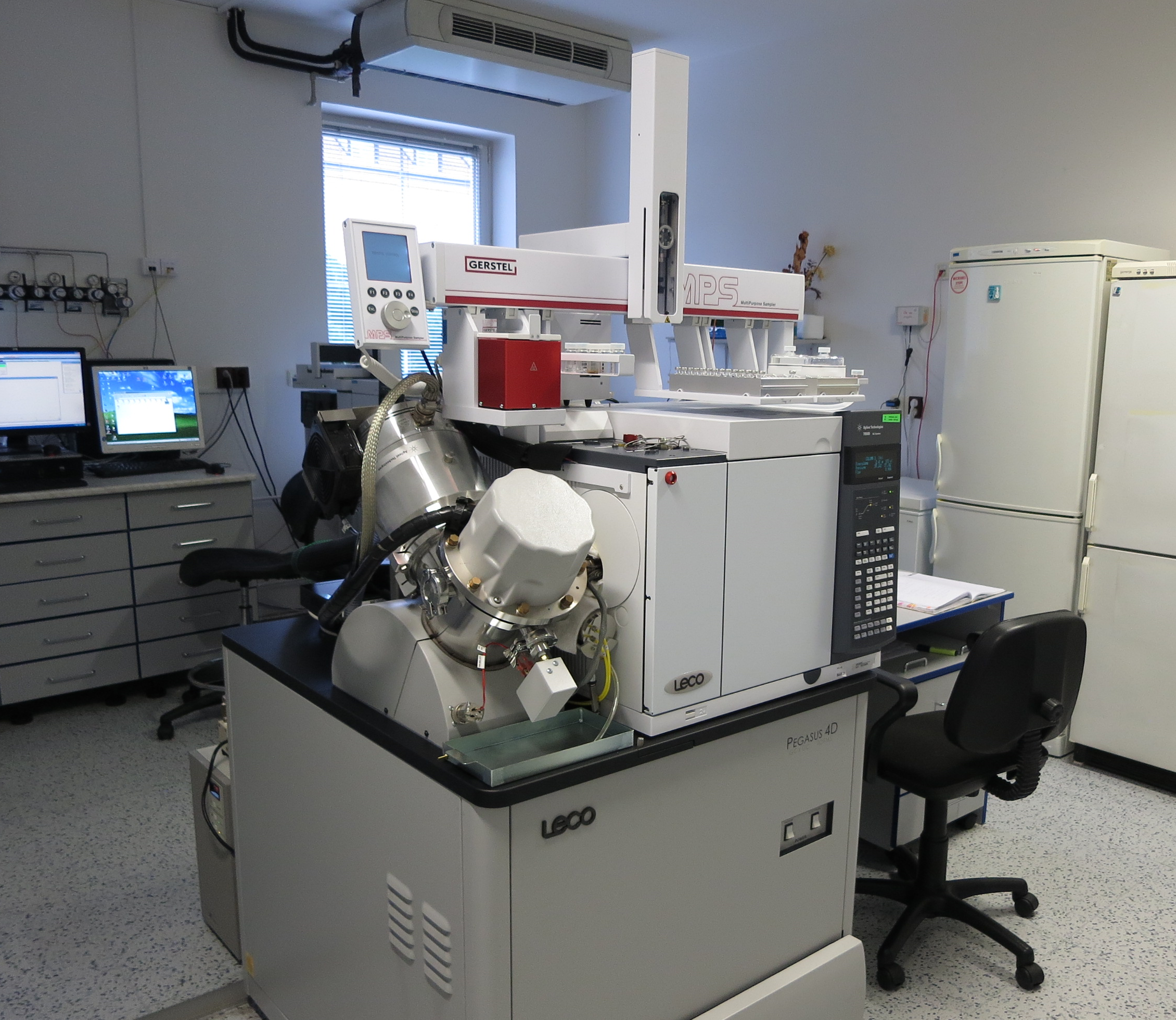
Dvourozměrný plynový chromatograf (GC×GC) s hmotnostním spektrometrem pracujícím na principu doby letu („time-of-flight“, TOF), který se používá zejména ke stanovení reziduí pesticidů a dalších těkavých kontaminantů organického původu v potravinách v laboratoři SZPI v Praze.
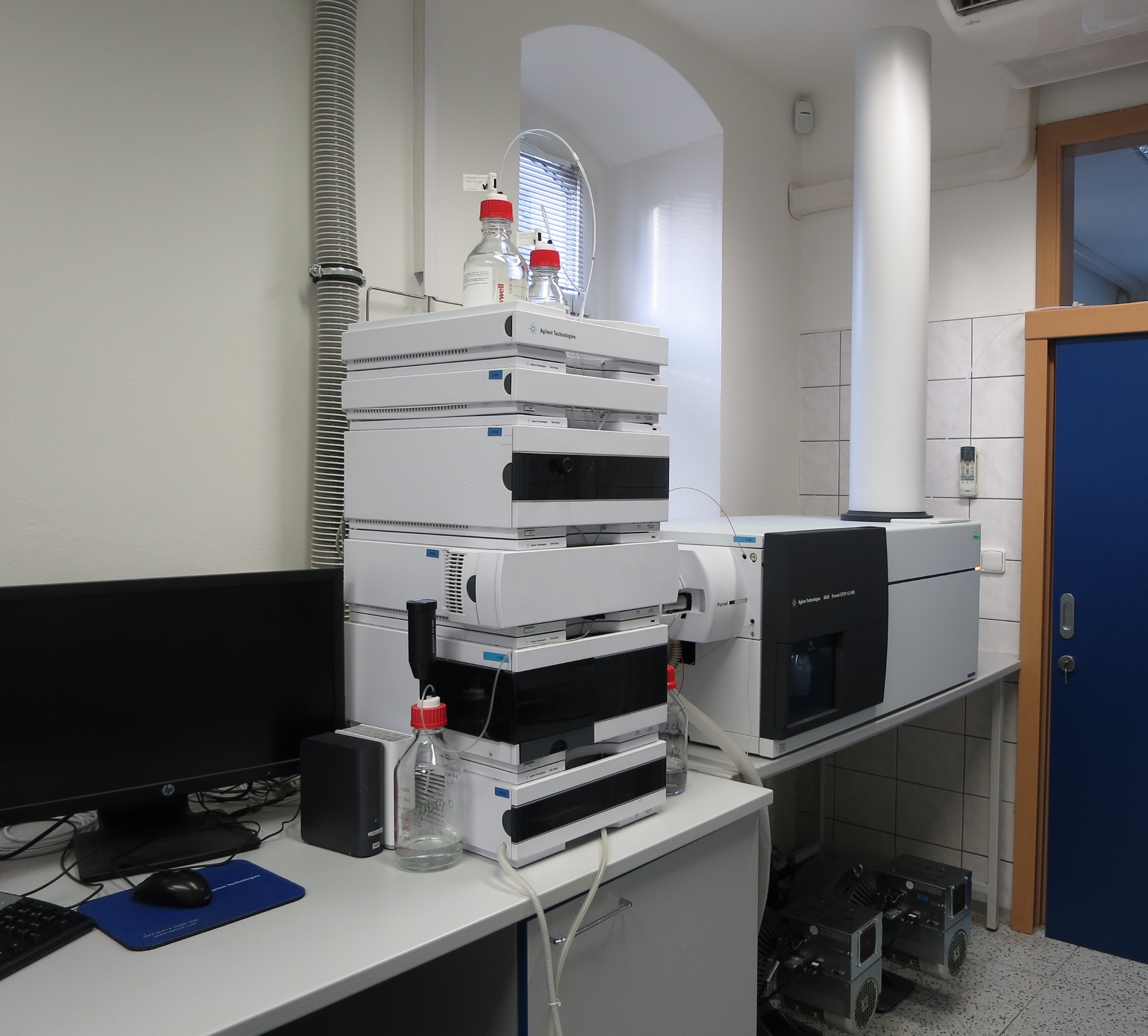
Kapalinový chromatograf s hmotnostním spektrometrem pracujícím na principu doby letu v kombinaci s kvadrupolovým analyzátorem (qTOF). Umožňuje měření v tzv. vysokém rozlišení a slouží zejména k tzv. necílové analýze biologicky aktivních látek (např. nepovolená léčiva a rostlinné toxiny) v potravinách v laboratoři SZPI v Praze.